# Hexatoma atrisoma
Hexatoma atrisoma är en tvåvingeart som beskrevs av Alexander 1937. Hexatoma atrisoma ingår i släktet Hexatoma och familjen småharkrankar. Inga underarter finns listade i Catalogue of Life.